# 'Till I Collapse
'Till I Collapse (Hasta que colapse) es una canción del rapero estadounidense Eminem de su álbum de 2002 The Eminem Show. A pesar de que nunca se lanzó como sencillo, la canción logró aparecer en las listas de éxitos en numerosas ocasiones en todo el mundo y es el no sencillo más reproducido de todos los tiempos en Spotify, además de ser también la primera canción no sencillo en superar las 1000 millones de reproducciones en dicha plataforma. 

## Letra
Esta canción es conocida por su letra inspirada en las peleas de gallos de estos raperos. Es su ritmo versátil ha permitido que muchos remixes se produjeran de manera efectiva sobre la base de la canción. La producción es bastante similar a uno de los mayores éxitos de Eminem "Lose Yourself".
El estilo de rapeo al principio de la canción también puede ser escuchado en la parte final de "Soldier" del mismo álbum y "Mosh" de Encore lanzado el 2005. En la pista, Eminem nombra a sus rapero favoritos:
"Tengo una lista, aquí está la orden de mi lista que está aquí:
Van Reggie, Jay-Z, 2Pac y Biggie.
André de Outkast, Jada, Kurupt, Nas y después yo."
Aunque no fue lanzada como sencillo, 'Till I Collapse ha recibido muchos elogios por sus letras fuertes y ritmos de inspiración, nombrando los momentos en que Eminem se siente cansado de todo su mundo artístico, pero sigue sin rendirse.
La canción ha llegado a simbolizar la determinación inquebrantable de que Eminem es uno de los mejores raperos, mostrándose en las líneas de Nate Dogg:
"Hasta que el techo se caiga, hasta que las luces se apaguen
Hasta que mis piernas se den por vencidas, no cerraré la boca
Hasta que el humo se despeje, ¿estoy drogado?: tal vez
rasgaré esta mierda, hasta que mis huesos colapsen."

## Influencia
La canción aparece en el tráiler de lanzamiento de Call of Duty: Modern Warfare 2. Debido a esto, el tema llegó a #22 en el chart de iTunes en los Estados Unidos. La pista también subió al #2 en la sección Hip-Hop/Rap charts de iTunes en los Estados Unidos.
También la canción ha aparecido en un video de YouTube no oficial con escenas de la película Gigantes de Acero (estrenada en 2011, aunque el video fue subido en 2015) que hasta la fecha tiene más de  730 millones de visitas, superando al audio oficial.

## Lista de canciones
Sencillo digital de Alemania
| N.º | Título                             | Escritor(es)                  | Productor(es) | Duración |  |
| 1.  | «'Till I Collapse» (con Nate Dogg) | M. Mathers, N. Hale, L. Resto | Eminem        | 4:57     |  |